# Jugoslavija na Svetovnem prvenstvu v hokeju na ledu 1969
Jugoslavija je na Svetovnem prvenstvu v hokeju na ledu 1969 B, ki je potekalo med 28. februarjem in 9. marcem 1969 v Ljubljani, s tremi zmagami ter po dvema remijema in porazoma osvojila tretje mesto.

## Tekme
| 28. februar 1969 | Jugoslavija | 4–1 | Zahodna Nemčija | Hala Tivoli, Ljubljana |

| Poročilo tekme | Poročilo tekme | Poročilo tekme | Poročilo tekme | Poročilo tekme |
| -------------- | -------------- | -------------- | -------------- | -------------- |
|                |                | (1:1,2:0,2:1)  |                |                |

| 2. marec 1969 | Jugoslavija | 2–1 | Italija | Hala Tivoli, Ljubljana |

| Poročilo tekme | Poročilo tekme | Poročilo tekme | Poročilo tekme | Poročilo tekme |
| -------------- | -------------- | -------------- | -------------- | -------------- |
|                |                | (0:0,2:0,0:1)  |                |                |

| 3. marec 1969 | Jugoslavija | 2–1 | Avstrija | Hala Tivoli, Ljubljana |

| Poročilo tekme | Poročilo tekme | Poročilo tekme | Poročilo tekme | Poročilo tekme |
| -------------- | -------------- | -------------- | -------------- | -------------- |
|                |                | (0:0,1:0,1:1)  |                |                |

| 5. marec 1969 | Jugoslavija | 1–4 | Poljska | Hala Tivoli, Ljubljana |

| Poročilo tekme | Poročilo tekme | Poročilo tekme | Poročilo tekme | Poročilo tekme |
| -------------- | -------------- | -------------- | -------------- | -------------- |
|                |                | (1:2,0:0,0:2)  |                |                |

| 6. marec 1969 | Jugoslavija | 4–4 | Romunija | Hala Tivoli, Ljubljana |

| Poročilo tekme | Poročilo tekme | Poročilo tekme | Poročilo tekme | Poročilo tekme |
| -------------- | -------------- | -------------- | -------------- | -------------- |
|                |                | (0:1,3:3,1:0)  |                |                |

| 8. marec 1969 | Jugoslavija | 3–3 | Norveška | Hala Tivoli, Ljubljana |

| Poročilo tekme | Poročilo tekme | Poročilo tekme | Poročilo tekme | Poročilo tekme |
| -------------- | -------------- | -------------- | -------------- | -------------- |
|                |                | (0:2,2:0,1:1)  |                |                |

| 9. marec 1969 | Jugoslavija | 1–6 | Vzhodna Nemčija | Hala Tivoli, Ljubljana |

| Poročilo tekme | Poročilo tekme | Poročilo tekme | Poročilo tekme | Poročilo tekme |
| -------------- | -------------- | -------------- | -------------- | -------------- |
|                |                | (0:1,0:4,1:1)  |                |                |